# Emma Chacón i Lausaca
Emma Chacón i Lausaca (Barcelona, 24 d'octubre de 1886 - Bilbao, 28 d'agost de 1972) fou una pianista i compositora catalana establerta al País Basc.

## Biografia
Emma Elisa Egilda Chacón i Lausaca va néixer al Passeig de Gràcia de Barcelona, filla d'Enric Chacón Sánchez i d'Enriqueta Lausaca i Bordoy, ambdós naturals de Barcelona.
Va començar a estudiar música dins l'àmbit domèstic, ja que procedia d'una família de la burgesia catalana, fins que l'any 1901, amb l'aparició de l'Acadèmia Granados, hi consolidà la formació musical. Va estudiar piano, harmonia, composició i contrapunt amb Enric Granados i Josep Ribera i Miró, i tot i que inicià la seva carrera com a pianista, acabà consolidant-la com a compositora. El mestre Josep Ribera fou el sogre de l'Emma Chacón, que es va casar l'any 1921 amb el pintor Josep Ribera i Font, amb el qual va traslladar-se a Bilbao, on visqué gran part de la seva vida, i on des de l'any 1915 va pertànyer a la Societat Filharmònica d'aquesta ciutat.
El 20 d'abril de 1947, a la Societat Filharmònica de Bilbao, es va fer el primer concert íntegrament dedicat a la seva obra a càrrec de la pianista Clara Bernal, el violinista Juan José Vitoria i la cantant Pepita López Español.
Actualment, les seves partitures es conserven en el Fons Emma Chacón, a l'Arxiu Històric Foral de la Diputació de Biscaia a Bilbao, i a l'Arxiu Basc de la Música Eresbil.

## Obres[8]
- Alba op. 15 poema sinfónico, per a orquestra simfònica.
- Albores op. 84, per a orquestra simfònica.
- Ave María per soprano i dos violins. Edició 1946. Impulso Bilbao.
- Balada del pìrata op. 131 para bajo, baix i orquestra simfònica.
- Las Campanas, evocación para mezzosoprano, mezzosoprano, orquestra simfònica.
- Capricho n. 1 op. 99 per a violí i piano.
- Celajes, ráfagas op. 62, piano i orquestra simfònica.
- Carreteos op.70 para quinteto de cuerda y piano, 2 vl., vla., vcl., cb. i piano.
- Fantasia en re menor op. 125, orquestra simfònica.
- Improvisación op. 41 para violín, violoncello y piano
- La jaula de oro. Divertimento 1900, opereta en tres actos. Text de la compositora.
- Marcha triunfal en re mayor. op. 6, orquestra simfònica.
- Pasodoble. Banda.
- Seis estudios para piano, dedicat a Enric Granados i José Ribera.
- Sonata romántica, en do menor, op. 72, per a violí, violoncel i piano
- Tamtum ergo op. 10, quatre veus i piano.
- Visión de ensueño op. 130, mezzosoprano i orquestra.